# Богданівка (Алчевський район)
Богдані́вка — село в Україні, у  Кадіївській міській громаді Алчевського району Луганської області. Населення становить 71 осіб. Орган місцевого самоврядування — Весняненська сільська рада.
Знаходиться на тимчасово окупованій території України.
Відповідно до Розпорядження Кабінету Міністрів України від 12 червня 2020 року № 717-р «Про визначення адміністративних центрів та затвердження територій територіальних громад Луганської області» увійшло до складу Кадіївської міської громади.

## Географія
Село розташоване на річці Комишуваха. Сусідні населені пункти: селище Криничне на заході, місто Стаханов на південному заході (обидва вище за течією Камишевахи); селища Червоногвардійське, Яснодольськ на південному сході, села Хороше на сході, Петровеньки на північному сході, село Бердянка і селище Фрунзе на півночі, село Весняне, селище Тавричанське і місто Кіровськ на північному заході.